# It's Garry Shandling's Show
Pour les articles homonymes, voir Garry.
It's Garry Shandling's Show est une sitcom américaine en 72 épisodes de 30 minutes créée par Garry Shandling et Alan Zweibel, diffusée entre le 10 septembre 1986 et le 25 mai 1990 sur Showtime.

## Distribution

### Acteurs principaux
- Garry Shandling : Garry Shandling
- Geoffrey Blake : Lewis
- Molly Cheek : Nancy Bancroft
- Jessica Harper : Phoebe Bass
- Scott Nemes : Grant Schumacher
- Michael Tucci (en) : Pete Schumacher

### Acteurs récurrents
- Bernadette Birkett : Jackie Schumacher
- Ian Buchanan : Ian McFyfer
- Barbara Cason : Ruth Shandling
- Paul Willson : Leonard Smith

### Acteurs invités
- Bruno Kirby : Brad Brillnick
- Richard Fancy (en) : M. Stravely
- Roy Brocksmith : M. Guest
- Chi Ngo : Kim Moon
- Danny Dayton (en) : M. Peck
- Rob Reiner, Tom Petty, Martin Mull et Gilda Radner : eux-mêmes

## Production

### Fiche technique
- Titre : It's Garry Shandling's Show
- Création : Garry Shandling et Alan Zweibel
- Réalisation : Alan Rafkin, Art Wolff, Thomas Schlamme, Don Mischer, David Steinberg, Stan Lathan et Alan Zweibel
- Scénario : Garry Shandling, Alan Zweibel, Tom Gammill, Max Pross, Al Jean, Mike Reiss, Ed Solomon, Sam Simon, Jeff Franklin, Richard Day, Monica McGowan Johnson, Jack Burns, Larry David, Jim Geoghan et Steve Pepoon
- Direction artistique : Leslie Rose et Bruce Ryan
- Photographie :
- Montage : Yann Debonne
- Musique : Joey Carbone et Gordon Goodwin
- Casting : Meg Liberman
- Production : Alan Zweibel, Jeff Franklin, Al Jean, Mike Reiss et Jim Geoghan
  - Production exécutive : Bernie Brillstein, Brad Grey et Garry Shandling
  - Production associée : Eddie October et Leo Clarke
  - Coproduction : Vic Kaplan, Tom Gammill, Max Pross et Jim Herzfeld
- Société de production : CBS Television Studios
- Société de distribution : Showtime (télévision)
- Pays d'origine :  États-Unis
- Langue originale : anglais
- Format : couleur - 1,78:1 - son Dolby Digital
- Genre : Sitcom
- Durée : 30 minutes

 Sauf indication contraire, les informations mentionnées dans cette section peuvent être confirmées par la base de données cinématographiques IMDb,  présente dans la section « Liens externes ».

## Épisodes

### Première saison (1986-1987)
1. The Day Garry Moved In
2. Grant Gets Broken
3. Garry Throws a Surprise Party
4. Foul Ball
5. The Graduate
6. It's Garry's Problem, But It's Jo-Jo's Show
7. Garry Met a Girl Named Maria
8. Grant's Date
9. Pete Has an Affair
10. Fate
11. The Morning After
12. Sarah
13. Laffie
14. Dial 'L' for Laundry
15. Dinner with Garry
16. Force Boxman

### Deuxième saison (1987-1988)
1. Who's Poppa?
2. No Baby, No Show
3. The Fugitive
4. The Schumachers Go to Hollywood
5. Nancy Gets Amnesia
6. Angelica: Part 1
7. Angelica: Part 2
8. It's Garry Shandling's Christmas Show
9. Killer Routine
10. Mr. Sparks
11. The Soccer Show
12. Out Town
13. Save the Planet
14. The Grant Shuffle
15. Go Go Goldblum
16. Garry Falls Down a Hole
17. Mr. Smith Goes to Nam

### Troisième saison (1988-1989)
1. Goin' Places
2. Pete's Got a Secret
3. What's Happenning to Me?
4. Live Election Show
5. The Natural
6. Home Sweet Home
7. Vegas: Part 1
8. Vegas: Part 2
9. Save Mr. Peck's: Part 1
10. Save Mr. Peck's: Part 2 & 3
11. Ruth's Place
12. Garry Acts Like a Moron
13. Krammer vs. Grant
14. Grant Goes to the Dogs
15. Big Brother
16. Going, Going, Gone
17. Garry Goes Golfing
18. Mum's the Word
19. Worry Wart

### Quatrième saison (1989-1990)
1. The First Show of the Fourth Season
2. Take My Girlfriend, for Example
3. Nathan's Sheer Madness
4. SuperGrant
5. Dinner at Eddie King's House
6. The Proposal
7. Firehose
8. The Day Howard Moved In
9. The Wedding Show
10. The Honeymoon Show
11. Shandling vs. Mull
12. Leonard Gets Metaphysical
13. Chester Gets a Show
14. My Mother, the Wife
15. Family Man
16. Mad at Brad
17. The Last Show
18. The Talent Show
19. Driving Miss Garry